# 定安艦
定安艦（韋氏拼音：Ting An）（1903－1942），1903年建成於德國霍華德造船廠，原為德國捷成洋行商船成功號。在一戰期間改名華壬艦。1924年改名定安，是為中華民國海軍所屬運輸艦。1930年曾做為水上飛機母艦使用，但很快就恢復運輸艦一職。1942年沉沒於長江三峽。

## 艦历

### 成功號
- 1903年建成於德國霍華德造船廠，隨後被命名為“成功號”，並在捷成洋行德國分部的名下服役。
- 一戰爆發後，成功號逃往黃浦江，結果與華甲號一樣，被中國政府扣留附近在港口。

### 華壬艦
- 1917年3月14日，北洋政府正式對德、奧兩國宣戰。中國海軍隨即沒收了德、奧兩國在華艦船10余艘，其中包括本艦，並改名為“華壬”。在整編時，將華壬艦和華癸艦（克安號）分配到同一級，是為華壬級。海軍曾設立了一個租船監督處，進行營運。由於經營不善，後被撤銷。

### 定安艦
- 1924年，租約到期後被中國海軍收回，編入第一艦隊成為運輸艦，更名為定安。
- 1930年福建軍閥盧興邦叛亂，該艦被改造成水上飛機母艦，搭載國產水上飛機“江鷺”、“江鳧”、“江雕”號前往協助平亂。就其在傳言中的艦體形象，應該是使用吊臂，將飛機置於水上起飛，而非使用飛行甲板[1]。叛亂平定後，該艦解除水上飛機母艦任務，繼續充當運輸艦使用。

### 八年抗戰
- 1937年抗日戰爭爆發後，該艦隨海軍西撤。
- 1939年江陰海戰期間，定安艦所屬的中華民國海軍第一艦隊與日本海軍激戰。9月25日上午，日軍戰機16架猛撲逸仙艦，然而逸仙艦彈藥消耗殆盡，反擊能力減弱，最後艦身傾斜，擱灘下沈。海軍第一艦隊司令陳季良率司令部人員遷駐於定安艦上，繼續堅持戰鬥。至此，第一艦隊各主力艦均被擊沈。逸仙號最後被日軍打撈起來，成為俘虜，戰後才歸還。此次戰役讓中國海軍損失極大，定安艦能逃出生天，屬於是不容易[2][3]。
- 1942年12月17日定安艦在長江三峽附近遭日機空襲而沉沒。

## 艦上服役軍官
- 劉永誥 任 艦長 [4]
- 安其邦 任 駕駛官 [5]

## 後世登場
- 碧藍航線：2023年1月12日，定安作為新春活動的角色登場[6]。